# Benjamin Wright Raymond

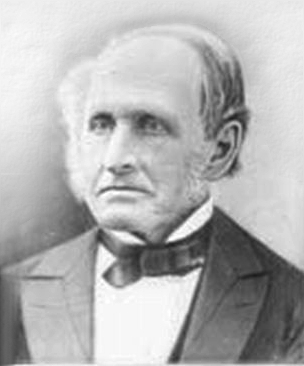
Benjamin Wright Raymond

Benjamin Wright Raymond (* 15. Juni 1801 in Rome, New York; † 6. April 1883 in Chicago, Illinois) war ein US-amerikanischer Politiker. In den Jahren 1839 und 1840 sowie nochmals von 1842 bis 1843 war er Bürgermeister der Stadt Chicago.

## Werdegang
Benjamin Raymond absolvierte die St. Lawrence Academy in Potsdam (New York)  und eine Schule in Montreal. Danach arbeitete er in East Bloomfield im Handel. Ab 1836 arbeitete er zusammen mit seinem Partner Simon Newton Dexter in Chicago in der Immobilienbranche. Dort schlug er als Mitglied der  Whig Party eine politische Laufbahn ein. 1839 wurde er als Nachfolger von Buckner Stith Morris zum dritten Bürgermeister von Chicago gewählt. Dabei setzte er sich gegen den Demokraten James Curtiss durch, der später ebenfalls Bürgermeister dieser Stadt werden sollte. Da er bei der folgenden Wahl Alexander Loyd von der Demokratischen Partei unterlag, konnte er zwischen 1839 und 1840 zunächst nur eine Amtszeit als Bürgermeister absolvieren. Während dieser Zeit kam das Fort Dearborn in den Besitz der Stadt Chicago.
Im Jahr 1842 kandidierte Benjamin Raymond gegen den Amtsinhaber Francis Cornwall Sherman erfolgreich für seine Rückkehr in das Amt des Bürgermeisters. Er absolvierte eine weitere einjährige Amtszeit und widmete sich danach wieder verstärkt seinen privaten Unternehmungen. Zusammen mit Dexter baute er in Elgin vor den Toren Chicagos die erste Textilfabrik des Staates Illinois. Außerdem wurde er Präsident der Eisenbahngesellschaft Fox River Railroad. Er war auch an der Gründung der Lake Forest University und der Stadt Lake Forest, ebenfalls bei Chicago, beteiligt. Ab 1864 war leitete er eine Uhrenfabrik in Elgin. Er starb am 6. April 1883 in Chicago.